# 富山県道173号千原崎東富山停車場線
富山県道173号千原崎東富山停車場線（とやまけんどう173ごう ちはらざきひがしとやまていしゃじょうせん）は、富山県富山市内を通る一般県道である。

## 概要

### 路線データ
- 起点：富山県富山市中田3丁目（国道415号交点）
- 終点：東富山停車場（富山県富山市東富山寿町3丁目）
- 実延長：784m

## 沿革
- 1960年（昭和35年）4月23日 - 認定[1]

## 地理

### 通過する自治体
- 富山県富山市

### 接続する道路
- 国道415号（起点：岩瀬スポーツ公園前交差点）
- 富山県道172号八幡田稲荷線（東富山駅前交差点）
- 富山市道（終点：富山市東富山寿町3丁目、「東富山駅」前）

### 周辺
- あいの風とやま鉄道 東富山駅
- 富山県立富山北部高等学校
- 富山県立富山東高等学校
- 高朋高等学校
- 富山市立岩瀬中学校
- 富山市立北部中学校
- 富山北郵便局
- 東富山駅前郵便局
- 不二越 東富山事業所
- 日本海コンクリート 本店
- 大広田ショッピングセンタールミネス
- 北の森（ショッピングセンター）
  - バロー 北の森店
  - 富山第一銀行 北の森支店
- クスリのアオキ
  - 岩瀬店
  - 岩瀬東店
- 富山県岩瀬スポーツ公園